# Noyaux du raphé
Les noyaux du raphé ou noyaux raphé sont un ensemble de structures sous-corticales du tronc cérébral, elles sont présentes au niveau du bulbe rachidien, du pont et du mésencéphale. Ils sont responsables du système sérotoninergique (lié à la sérotonine).
Au niveau du bulbe, les noyaux du raphé innervent la moelle épinière et modulent les influx sensoriels liés à la douleur.

Au niveau du pont et du mésencéphale, ils innervent tout le cerveau (de la même façon diffuse que les neurones du locus cœruleus.)

## Fonctions
Appartenant au système sérotoninergique, les noyaux du raphé sont impliqués dans plusieurs fonctions :
- la régulation du cycle veille-sommeil
- le maintien de la vigilance/ concentration
- la régulation de l’humeur et de certains comportements comme l’agressivité
- le contrôle de la douleur :  recevant des projections des noyaux péri-aqueduquaux, les noyaux du raphé émettent à leur tour des projections sur les interneurones de la corne dorsale de la moelle épinière.  Ces interneurones libèrent les enképhalines,  inhibitrices de la douleur.

D'autre part, lorsqu'il y a consommation de substances chimiques psychotropes, les hallucinogènes agissent particulièrement comme agoniste sur les récepteurs 5HT2 des terminaisons post-synaptiques des neurones du Raphé, au niveau du cortex pré-frontal.